# Parafia Ofiarowania w Świątyni i Wniebowstąpienia Pana Jezusa w Siemiechowie
Parafia Ofiarowania w Świątyni i Wniebowstąpienia Pana Jezusa w Siemiechowie – rzymskokatolicka parafia znajdująca się w diecezji tarnowskiej w dekanacie zakliczyńskim w Polsce. 
Od 2015 proboszczem parafii jest ks. Bogusław Cygan.

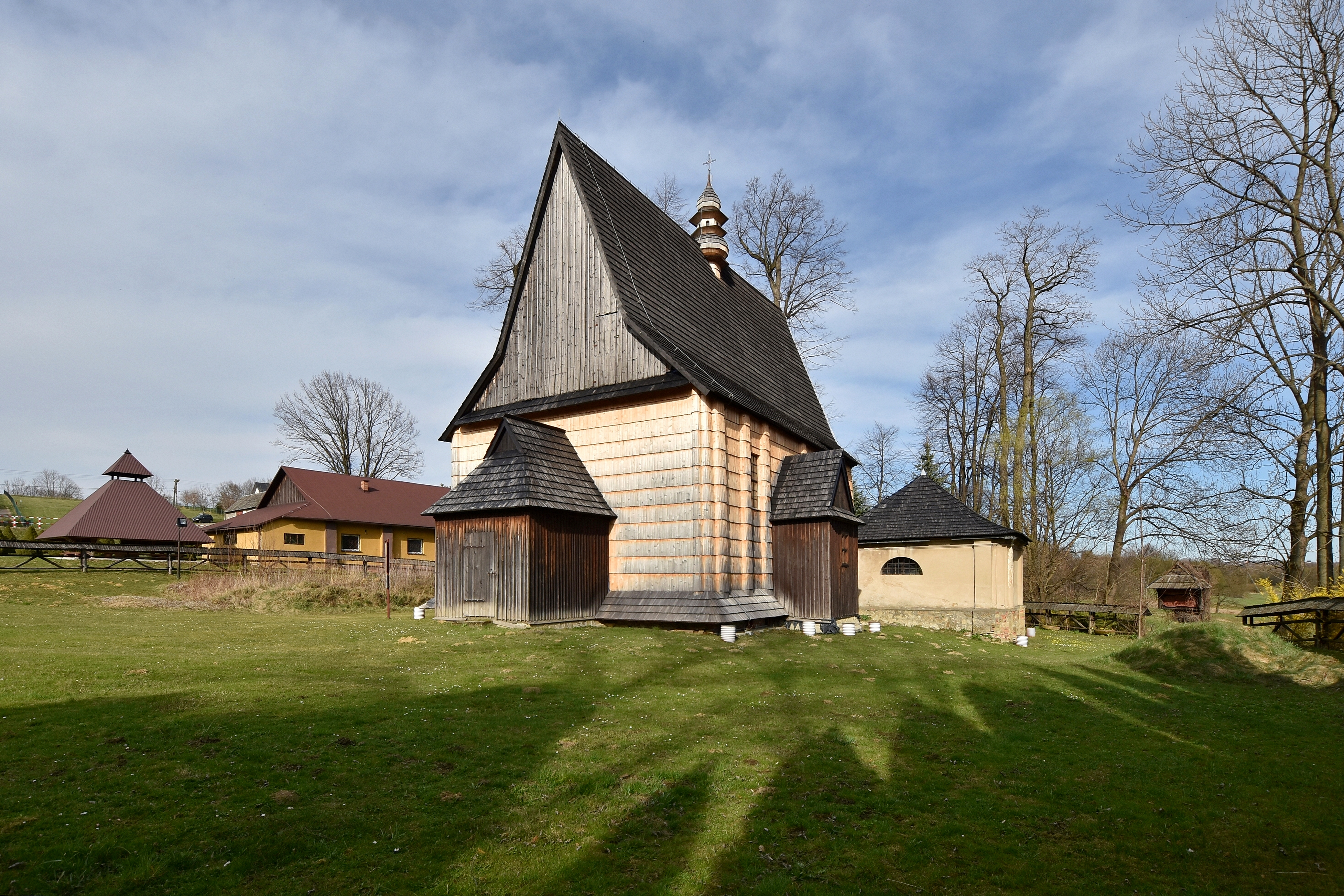